# Coppa del Mondo femminile di pallavolo 1989
La Coppa del Mondo femminile di pallavolo 1989 si è svolta dal 7 al 14 novembre 1989 a Nagoya, in Giappone. Al torneo hanno partecipato 8 squadre nazionali e la vittoria finale è andata per la prima volta a Cuba.

## Classifica finale
| Classifica | Squadre          |
| ---------- | ---------------- |
|            | Cuba             |
|            | Unione Sovietica |
|            | Cina             |
| 4          | Giappone         |
| 5          | Perù             |
| 6          | Germania Est     |
| 7          | Corea del Sud    |
| 8          | Canada           |